# IC 1987-1
IC 1987-1 — галактика типу E  M () у сузір'ї Сітка.
Цей об'єкт міститься в оригінальній редакції індексного каталогу.